# باد كومباني (باند)
باد كومباني (بالإنجليزية: Bad Company)‏ هو فريق بريطاني لموسيقى الهارد روك، تشكل في إنجلترا عام 1973، من الأعضاء:
بول رودجرز (غناء)
ميك رالف (عازف الجيتار)
سيمون كيرك (قارع الطبول)
لحق بهم بوز باريل عازف جيتار الباس.
قام بادارة أعمال الفريق «بيتر غرانت»، الذي أدار أعمال فريق الروك «ليد زيبلين Led Zeppelin»، واستمرت إدارته حتى عام 1982. حقق الفريق نجاح كبير طوال السبعينيات، مع ألبوماتهم الثلاثة الأولى:
الصحبة الفاسدة (1974) Bad Company
قناص مستقيم  (1975) Straight Shooter
تشغيل مع الحزمة (1976) Run with the Pack
صعدت البوماتهم إلى المراكز الأولى على القوائم البريطانية والأمريكية.
أهم أغانيهم:
الصحبة الفاسدة Bad Company
لا أستطيع الحصول على ما يكفي Can't Get Enough
حب جيد ينقلب إلى سييء Good Lovin' Gone Bad
أشعر وكأنني أمارس الحب Feel Like Makin' Love
مستعد للحب Ready for Love
شهاب Shooting Star
روك اند رول فانتسي Rock 'n' Roll Fantasy
لا تزال هذه الأغاني من العناصر الأساسية في إذاعة الروك الكلاسيكي classic rock radio. باع الفريق 20 مليون نسخة ألبوم في الولايات المتحدة حسب رابطة صناعة التسجيلات الأمريكية RIAA، كما باع 40 مليونًا حول العالم.

## وصلات خارجية
- باد كومباني (باند) على موقع ميوزك برينز (الإنجليزية)
- باد كومباني (باند) على موقع رولينغ ستون (الإنجليزية)
- باد كومباني (باند) على موقع أول ميوزيك (الإنجليزية)
- باد كومباني (باند) على موقع ديسكوغز (الإنجليزية)